# Удмурт-Лоза
Удму́рт-Лоза́ (рос. Удмурт-Лоза) — присілок в Ігринському районі Удмуртії, Росія.

## Населення
Населення — 294 особи (2010; 365 в 2002).
Національний склад станом на 2002 рік:
- удмурти — 98 %

## Урбаноніми[3]
- вулиці — Трактова, Центральна
- провулки — Набережний